# 谷川史郎
谷川 史郎（たにがわしろう、1954年 - ）は、日本のギタリスト、音楽ライター、インストラクター。

## 経歴

### 生い立ち
1954年9月15日、東京都で生まれる。ジャズや洋楽ポップスなど音楽好きだった両親の元、幼少期より音楽が溢れる家庭環境で育ち、画家だった父の影響もあり絵を描くのも好きな少年だった。1960年代に起こったエレキ・ギター・ブームに触発され、中学2年（14歳）の時に入手したアコースティック・ギターでギター人生をスタート。当時のエレキ・ヒーローであったザ・ベンチャーズはもちろんローリング・ストーンズなどの影響によってすぐに、アリアのモズライト・コピーを購入。ザ・ベンチャーズ、モンキーズ、ローリング・ストーンズ、レッド・ツェッペリンなど1960年代から1970年代ロック・シーンをリアル・タイムで通過し、高校時代にはジョン・メイオール、CCR、テン・イヤーズ・アフターなど今や伝説となった多くのバンドのステージを体験するが、中でもフリー、レッド・ツェッペリンのステージは、現在のギター・サウンド、スタイルに強く影響を与えている。

### プロへのきっかけ
東京の多摩地区に住んでいたこともあり17歳の時に米軍横田基地のバンド「ママ・シェイズ」に参加、スコットランド出身のドラム、米兵のベース、ボーカルという混成バンドとして横田、立川、岩国など基地内のクラブを中心に活動、プロ活動へのきっかけとなる。当時はベトナム戦争最中ということもあり（LOVE&PEACE）ドラッグ・カルチャーを実体験しながら高校卒業後、自己のバンド「スーパー・オレンジ・サンシャイン」を結成。結成当初は、米軍クラブやディスコなどからスタートし、その後はオリジナル中心に活動。当時としてはまだ珍しかったメロトロンやシンセサイザーを使用していたこともありプログレ・バンドと呼ばれていた。バンドと平行し仕事としてディスコ、キャバレーなどで演奏する「箱バン」生活を送っていたが、理論などを学ぶため21歳の時に武蔵野音楽学院に入学。

### ローランドとの契約
オレンジ・サンシャイン解散後、高校時代からの友人でもあり地元バンドとして人気のあった「バレリーナ」に参加。また1977年、23歳の時、ローランドが開発した当時世界初として注目を浴びていたGR-500ギター・シンセサイザーの初代デモンストレーターとして契約し、ゴダイゴやバレリーナとともにTV出演や日本各地でデモ演奏とライブを行っている。このキャリアをきっかけにギター、エフェクターなどの開発アドバイザー、サウンド・プロデュースなどを手掛けるようになる。バレリーナ解散後は演奏活動と平行し、武蔵野音楽学院のロック・ギター科講師として就任。

### 影響を受けたギタリスト
ノーキー・エドワーズ、エリック・クラプトン、ジミー・ペイジ、レスリー・ウエスト、デュアン・オールマン、ジョニー・ウィンターなどのブルース、ロカビリー、カントリー系ギタリストなどがいるが、中でも特に影響を受けたのはポール・コゾフ、デヴィッド・ギルモア、ジミ・ヘンドリクス。好きなギタリストは、アルヴィン・リー、フランク・マリノ、パット・トラヴァース、スティーヴ・ヒレッジ、クレム・クレムソン、ロリー・ギャラガー、アルバート・リー、ビリー・ギボンズ、T-ボーン・ウォーカー、ジェリー・マギー、染谷あつし。

## 活動

### ライブ、セッション
2000年、元バレリーナ（バンド）のボーカル、コージと活動を続けていたバンド「BUTTER DOG」を「B.DOGs」に改名。ファースト・アルバム『Let's Go!』(モジョ・ウォーキンMJ-001)をリリース。2005年、セカンド・アルバム『LION KING?』をリリース。
2015年以降は「WASABI SIX」「大好き英国バンド」を始めとする数々のバンド活動のみならず、元SABBRABELLS（サブラベルズ）のギター、松川純一郎らとセッション・ライブを行っている。

### ライター/インストラクター
20代前半からライターとしても多く音楽雑誌に書いているが、ライター初仕事はオレンジ・サンシャイン時代に依頼された「Player(Magazine)」。以後インストラクター、バック・ミュージシャン、スタジオ・ワーク、アーティスト・プロデュース、ライター、教則制作、MAXONサウンド・アドバイザー、Marshall Amp社プロダクト・スペシャリストなどマルチに活動している。

### ギター・スクール
自宅や出張をしてのプライベート・レッスンや、ライブハウスの御苑サウンド（新宿御苑前）やギターズマーケット（西荻窪）でのギターレッスンを行っている。

## 著作、出版歴
- 谷川史郎『プロフェッショナルパフォーマンス 2 新版 カッコよく弾く! アコースティックギター (プロフェッショナル・パフォーマンス) 』 音楽之友社、2004年。ISBN 978-4276300323
- 谷川史郎・森重恭典『ロック楽典 これだけは知っておきたい音楽基礎理論 (CD付) (日本語) 楽譜』 ドレミ楽譜出版社、2003年。ISBN 978-4810879971
- 谷川史郎『プロフェッショナルパフォーマンス2 カッコよく弾く!アコースティックギター (プロフェッショナル・パフォーマンス)』 音楽之友社、2001年。ISBN 978-4276300224
- 谷川史郎・ミッキー山本『プロフェッショナルパフォーマンス(8) カッコよくキメる!バンドアンサンブル (プロフェッショナル・パフォーマンス)』 音楽之友社、2001年。ISBN 978-4276300286
- 谷川史郎・北川涼『初心者のためのギターコード 自由自在 楽譜』 ドレミ楽譜出版社、2001年。ISBN 978-4810832747
- 谷川史郎『CDで極楽攻略 ビギナーズロックギター独習 (CD perfect training series) 』 ドレミ楽譜出版社、2001年。ISBN 978-4810875669
- 谷川史郎『CD付 らくらくブルースギター (ストリートからプロへ) 』 ドレミ楽譜出版社、2000年。ISBN 978-4810869156
- 谷川史郎『スーパースタディー アコースティックギター CD付 (スーパー・スタディー) 』 全音楽譜出版社、2000年。ISBN 978-4112702137
- 谷川史郎『スーパースタディー ロックギター CD付』 全音楽譜出版社、2000年。ISBN 978-4112702120
- 谷川史郎『はじめてのロックギター独習 (CD SELF TAUGHT SERIES)』 ドレミ楽譜出版社、1998年。ISBN 978-4810868241
- 谷川史郎・森重恭典『ロック楽典 (Music theory) 』 ドレミ楽譜出版社、1998年。ISBN 978-4810831627
- 谷川史郎・北川涼『ギターコード見方読み方活用法』 ドレミ楽譜出版社、1998年。ISBN 978-4810830316
- 谷川史郎『明解 これなら解る!! 3Dロックギターコードファイル』 ドレミ楽譜出版社、2006年。ISBN 978-4285109603
- 谷川史郎・ミッキー・ヤマモト『プロフェッショナルパフォーマンス 8 新版 カッコよくキメる! バンドアンサンブル (プロフェッショナル・パフォーマンス) 』 音楽之友社、2004年。ISBN 978-4276300385